# Gürbulak, Trabzon
Gürbulak là một thị trấn thuộc huyện Trabzon, tỉnh Trabzon, Thổ Nhĩ Kỳ. Dân số thời điểm năm 2011 là 1.829 người.